# Golf na Letnich Igrzyskach Olimpijskich 2016
Golf na Letnich Igrzyskach Olimpijskich 2016 rozgrywany był w dniach 11–20 sierpnia. Powrócił do olimpijskiego programu po stu dwunastu latach (ostatnio rozgrywany był na igrzyskach w 1904 roku).

## Kwalifikacje
Kwalifikacje zdobyło 60 zawodników i zawodniczek. Zostały one przyznane na podstawie rankingu olimpijskiego z dnia 11 lipca 2016. Piętnastu najlepszych zdobyło kwalifikacje z zastrzeżeniem 4 zawodników na kraj. Pozostałym mogły przypaść dwa miejsca. Po jednym miejscu w obydwu konkurencjach zarezerwowanych było dla najlepszego Brazylijczyka i Brazylijki. IGF (Międzynarodowa Federacja Golfowa) zapewniła też, że każdy kontynent miał swojego przedstawiciela.

## Medaliści
| Konkurencja | Złoto       | Srebro         | Brąz          |
| Mężczyźni   | Justin Rose | Henrik Stenson | Matt Kuchar   |
| Kobiety     | Park Inbee  | Lydia Ko       | Feng Shanshan |